# مغاير خان طومان
مغاير خان طومان  قرية سوريّة تتبع إداريّاً لمحافظة حلب منطقة جبل سمعان ناحية مركز جبل سمعان، بلغ تعداد سكانها 785 نسمة حسب التعداد السكاني لعام 2004.